# Убийство Петра Столыпина
Убийство Петра Аркадьевича Столыпина — 1 (14) сентября 1911 года на председателя Совета министров Российской империи Столыпина было совершено покушение секретным сотрудником Охранного отделения Богровым. От полученных ран через несколько дней Столыпин скончался. История этого убийства до сих пор содержит много неясных моментов.

## Выстрел Богрова

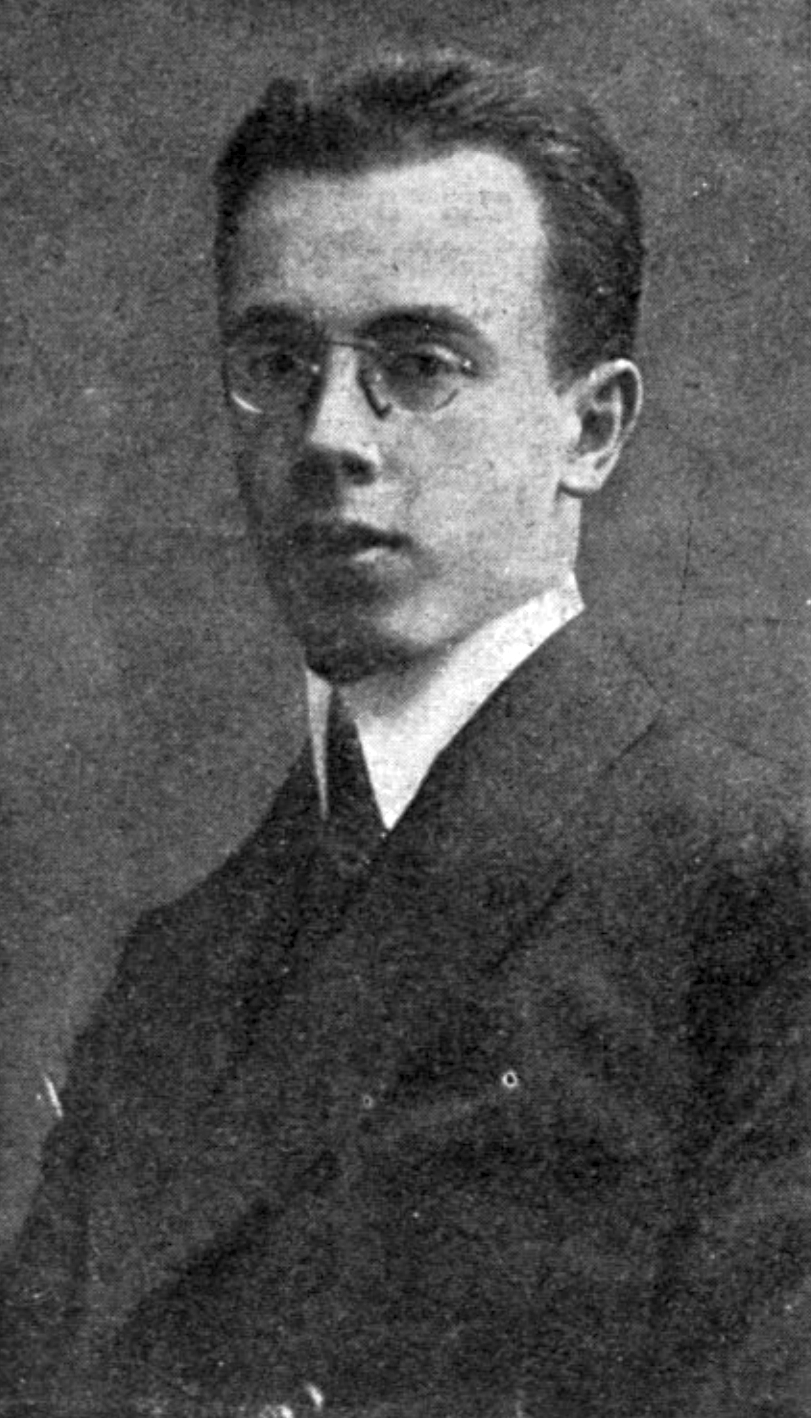
Убийца Столыпина Богров

В конце августа 1911 года император Николай II с семьёй и приближёнными, в том числе и со Столыпиным и зарубежными гостями (в числе которых был наследник болгарского престола, Борис) находились в Киеве по случаю открытия памятника Александру II в связи с 50-летием отмены им крепостного права 1 (14) сентября 1911 год император, его дочери и приближённые министры, Столыпин в их числе, присутствовал на спектакле «Сказка о царе Салтане» в городском театре Киева. На тот момент у шефа охранного отделения Киева была информация о том, что в город прибыла террористка с целью совершить нападение на высокопоставленного чиновника, а возможно и на самого царя. Данная информация была получена от Дмитрия Богрова. Во время второго антракта спектакля «Сказка о царе Салтане» Столыпин разговаривал у барьера оркестровой ямы с министром двора бароном В. Б. Фредериксом и графом И. Потоцким, земельным магнатом. Неожиданно к Петру Столыпину приблизился Богров и выстрелил из браунинга дважды: первая пуля попала в руку, вторая — в живот, задев печень. От мгновенной смерти Столыпина спас крест Св. Владимира. Раздробив его, пуля изменила прямое направление в сердце. Ею оказались пробиты грудная клетка, плевра, грудобрюшная преграда и печень. После ранения Столыпин перекрестил царя, тяжело опустился в кресло и ясно и отчётливо, голосом, слышным находившимся недалеко от него, произнёс: «Счастлив умереть за царя».
Архивист Ольга Эдельман приводит фрагмент из перлюстрированного письма из Парижа, от политэмигранта, к ссыльной в Иркутскую губернию (сентябрь 1911 г.): «Сообщу, как мы пережили сообщение о покушении на Столыпина. […] Публика страшно разволновалась: эс-эры закрыли свою читалку, в с. д.-ской же был прибит огромный плакат с извещением о радостном событии. Слух о выздоровлении Столыпина заставил здешний орган синдикалистов „Bataille syndicaliste“ озаглавить свою статью: „Несчастье. Столыпин, кажется, опять не издохнет…“ Смерть же Столыпина произвела очень хорошее впечатление на всех, хотя с. р. сегодня (спустя 8 дней после покушения) официально заявляют, что Богров действовал без санкции какой-либо партийной с. р. организации».

## Лечение
В больницу, куда был доставлен Столыпин, приехал профессор хирургии Киевского университета, Н. М. Волкович, и другие известные хирурги. Врачи во главе с Николаем Волковичем ограничились лишь наружным осмотром входного отверстия огнестрельной раны и наложили на неё асептическую повязку, не находя при этом показаний ни к лапаротомии, ни к лапароцентезу (операции брюшной полости) для объективного подтверждения наличия крови внутри. В результате внутреннее кровотечение они сочли сомнительным, а поиск источника кровотечения — необязательным. Также они отказались от наложения швов. Другими словами, это был отказ от активной хирургической тактики в пользу пассивного наблюдения за тяжелораненым. Чтобы восстановить потерю крови пациенту вводили физраствор, а чтобы улучшить его состояние, когда пульс начинал слабеть, делали инъекции камфоры.
Утром 2 сентября состояние здоровья раненого было вполне удовлетворительным, а самочувствие хорошим. Он причесался, привёл в порядок усы, у него появился аппетит. В течение дня состояние раненого продолжало быть удовлетворительным, пульс и температура были нормальными. Однако это кратковременное улучшение стало восприниматься врачами как успех выжидательной тактики, и самый благоприятный период для экстренной лапаротомии был уже безвозвратно упущен.
3 сентября из Санкт-Петербурга прибыл профессор Герман Цейдлер. К тому времени у Столыпина уже началась лихорадка, и профессор провёл удаление пули из тела пациента. В последующие дни состояние здоровья Столыпина только ухудшалось, и шансов на выздоровление становилось всё меньше.
Господствовавшее среди хирургов тех времён мнение о преимуществе консервативного лечения над срочной лапаротомией, скорее всего, принадлежало Волковичу. Киевский хирург верно оценил ограниченные возможности хирургической бригады в случае огнестрельного ранения печени, входное отверстие которого находилось под куполом диафрагмы. В случае лапаротомии доступ к нему со стороны брюшной полости был невозможен без дополнительной резекции рёберной дуги справа, что значительно утяжеляло оперативное вмешательство, которое Столыпин мог не перенести — именно по этой причине опытные хирурги решили не рисковать. По мнению современных врачей, это и стало главной причиной смерти.

## Смерть

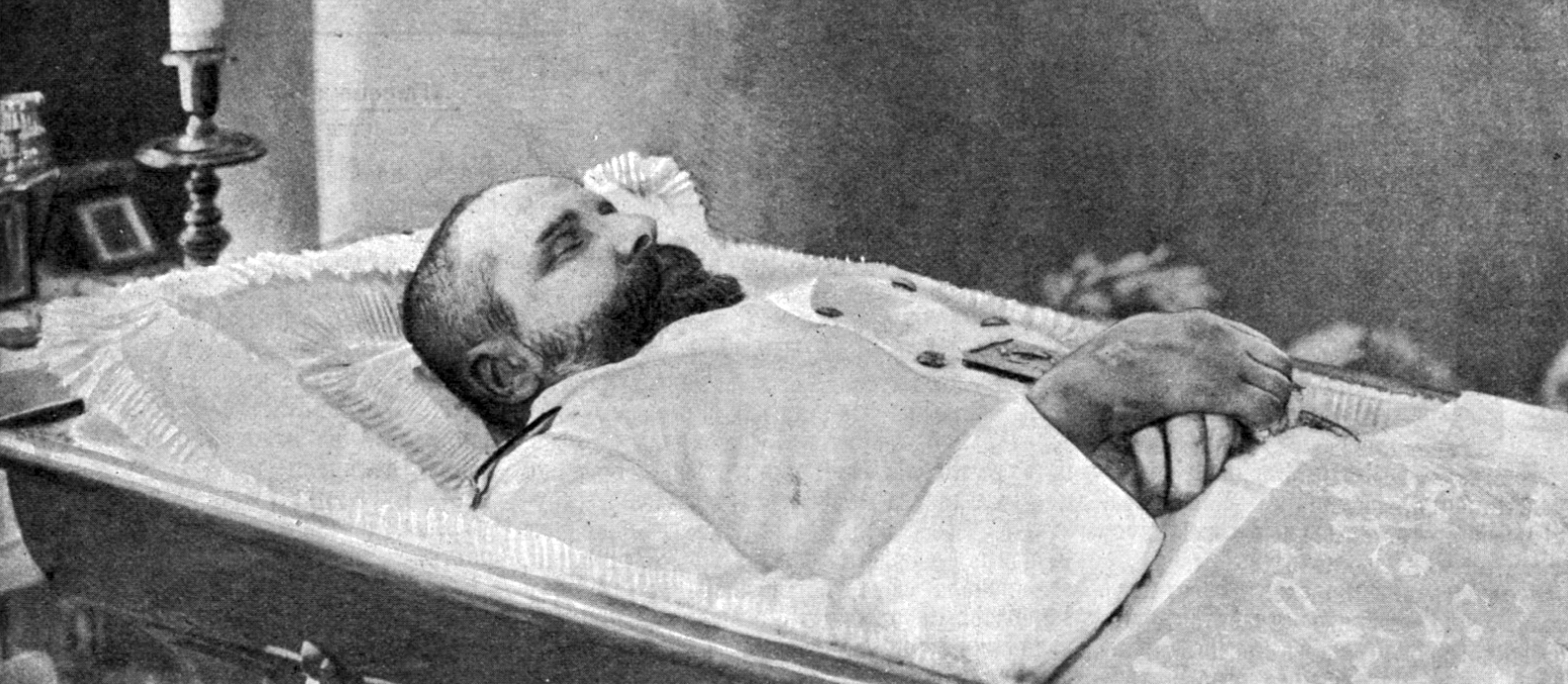
П. А. Столыпин в гробу

Через два дня после покушения во Владимирском соборе был отслужен торжественный молебен о выздоровлении Столыпина. Собор был переполнен, многие плакали. Последующие дни прошли в тревоге, врачи надеялись на выздоровление, но 4 сентября вечером состояние Столыпина резко ухудшилось, он начал терять силы, пульс начал слабеть и около 10 часов вечера 5 сентября он скончался. Столыпин провёл последние дни жизни и умер в клинике братьев Маковских на Маловладимирской улице (дом сохранился; современный адрес — улица Олеся Гончара, дом № 33).

## Похороны

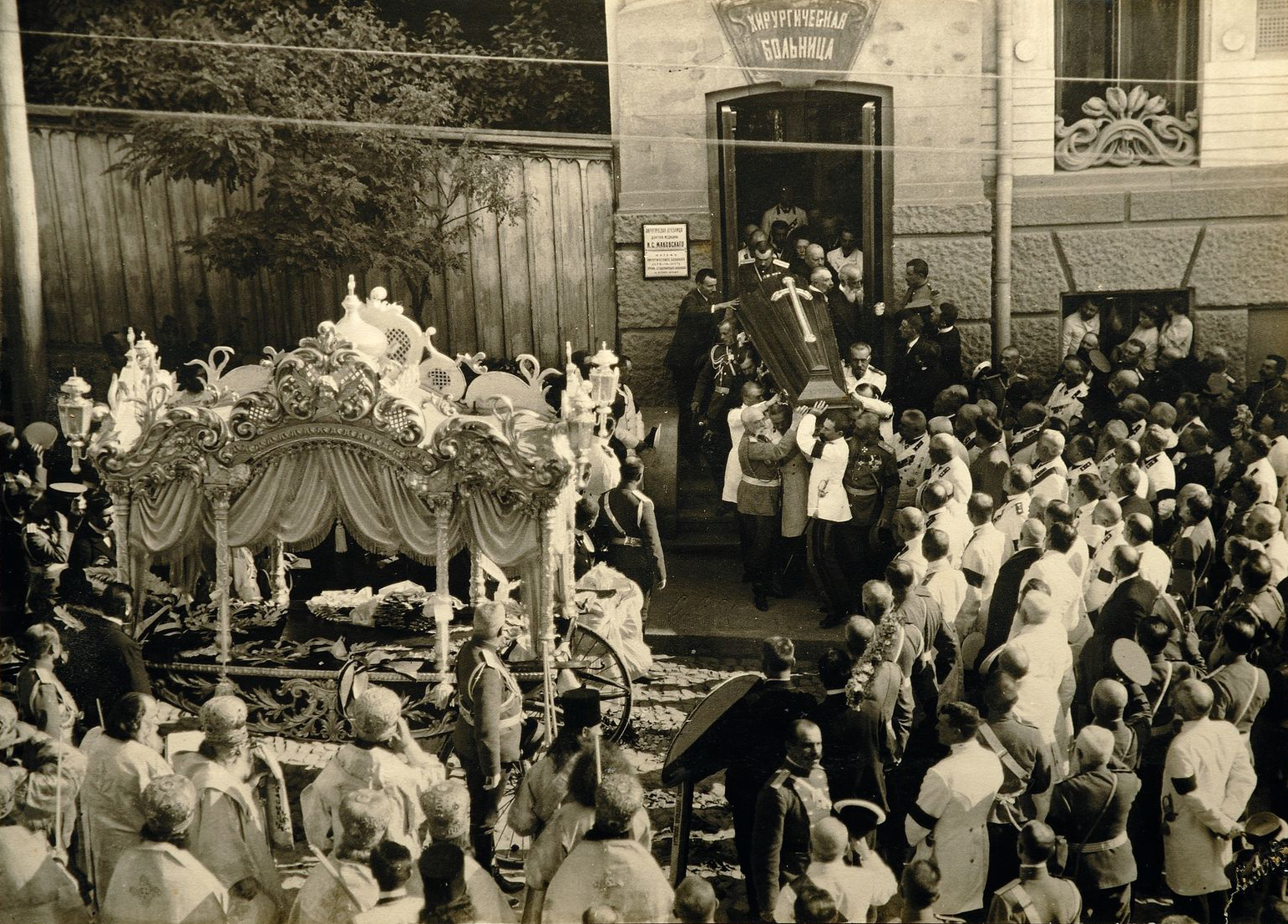
Вынос тела П. А. Столыпина из больницы бр. Маковских

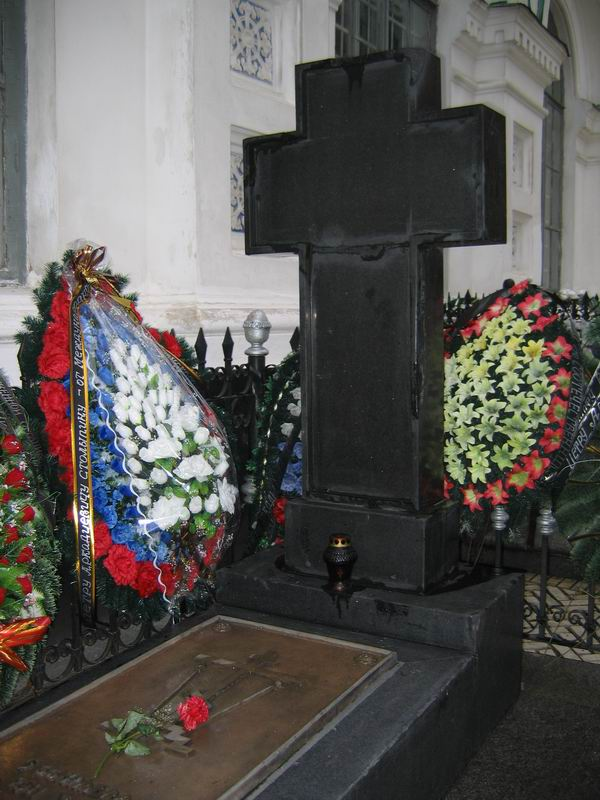
Могила Столыпина (Киево-Печерская лавра)

Во вскрытом завещании Столыпина, написанном задолго до смерти, в первых строках было наказано: «Я хочу быть погребённым там, где меня убьют». Указание Столыпина было исполнено его близкими: местом его захоронения была избрана Киево-Печерская лавра.
9 сентября Столыпин был похоронен в лавре. Трапезная церковь, где проходило отпевание, была заставлена венками с национальными лентами, собралось Правительство, представители армии и флота и всех гражданских ведомств, многие члены Государственного совета и Государственной думы, приехало более сотни крестьян из ближайших деревень.
Надгробие с могилы Столыпина в начале 1960-х годов было снято и долгие годы сохранялось в колокольне на Дальних пещерах. Место могилы было заасфальтировано. Надгробие восстановлено на прежнем месте в 1989 году при содействии художника Ильи Глазунова.

## Увековечение памяти

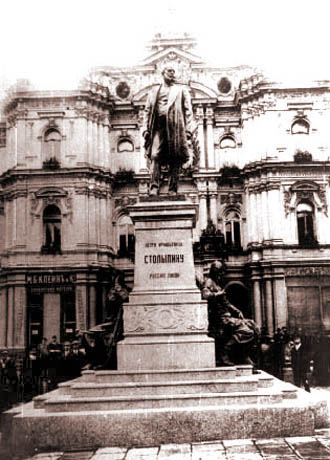
Памятник Столыпину в Киеве. Снесён в 1917 г.

7 сентября некоторые члены Государственной думы и гласные местного земства предложили поставить Столыпину памятник в Киеве. Собирать средства решили пожертвованиями. Пожертвования поступали так быстро, что буквально через три дня в одном Киеве была собрана сумма, которая могла покрыть расходы на памятник. Через год, 6 сентября 1912 г., на площади возле Городской думы, на Крещатике, в торжественной обстановке, был открыт памятник. Столыпин был изображён говорящим речь, на камне были высечены сказанные им слова: «Вам нужны великие потрясения — нам нужна Великая Россия», а на передней стороне пьедестала памятника была надпись: «Петру Аркадьевичу Столыпину — русские люди».
Снесён 16 (29) марта 1917 года, через две недели после Февральской революции.
Обитое красным бархатом кресло номер 17 второго ряда партера Киевского городского театра, возле которого убили Столыпина, в настоящий момент находится в Музее истории МВД в Киеве.
Улица Маловладимирская, где умер Столыпин, была переименована в «Столыпинскую». На протяжении XX века эту улицу переименовывали ещё шесть раз, сейчас она называется «улица Олеся Гончара».

## Расследование
Ещё в студенческие годы Богров был замешан в революционной деятельности, несколько раз был арестован, но быстро получал освобождение, благодаря влиянию своего отца, вхожего в высшие городские круги. В разгар мятежных волнений в Киеве состоял членом Революционного совета студенческих представителей и одновременно вёл агентурную работу. По свидетельству начальника охранного отделения Кулябко, Богров выдал много революционеров, предупредил террористические акты и тем заслужил доверие.
Прямо из театра Богров был отправлен в киевскую крепость «Косой капонир», где был заключён в одиночную камеру.
На одном из допросов 10 сентября 1911 года Богров дал следующие показания:

При его появлении 16 августа «Стёпа» […] заявил мне, что моя провокация безусловно и окончательно установлена […] и что решено о всех собранных фактах довести до сведения общества […] Когда я стал оспаривать достоверность парижских сведений и компетентность партийного суда, «Стёпа» заявил мне, что реабилитировать себя я могу только одним способом, а именно — путём совершения какого-либо террористического акта. […] Буду ли я стрелять в Столыпина или в кого-либо другого, я не знал, но окончательно остановился на Столыпине уже в театре.

Смертный приговор был приведён в исполнение весьма поспешно 13 сентября.
История этого чрезвычайного дела до сих пор таит массу неясностей. Ни одна политическая партия не взяла на себя ответственность за это убийство. Самая распространённая версия была такова: агент охранки после разоблачения революционерами был вынужден пойти на убийство Столыпина. Об этом также косвенно свидетельствуют попавшие в печать сведения о появлении в Киеве накануне убийства Троцкого.
Вместе с тем, обстоятельства покушения говорят о том, что оно стало возможным благодаря халатности охранки, «которая сродни злому умыслу». Окружение Столыпина, зная о его конфликте с Распутиным, предположило, что охранка сознательно не обращала внимания на готовящееся покушение, стремясь угодить высокопоставленным врагам Столыпина.
По одной из версий, покушение было организовано при помощи охранного отделения. На это указывают многие факты — например, билет в театр был выдан Богрову начальником Киевского охранного отделения Н. Н. Кулябко с согласия П. Г. Курлова, А. И. Спиридовича и М. Н. Веригина, при этом к Богрову не было приставлено наблюдение.
Меня убьют, и убьют члены охраны.Столыпин, незадолго до смерти
По другой версии, Кулябко был введён в заблуждение Богровым: он рассказал ему, что вошёл в доверие к некому «Николаю Яковлевичу», который собирается совершить покушение на Столыпина; чтобы не вызвать подозрений у «Н. Я.», Богрову необходимо присутствовать на месте покушения. При этом со стороны Кулябко не было применено мер для проверки легенды Богрова. По воспоминаниям киевского губернатора Гирса, охрана Столыпина в городе была организована плохо.
Для расследования обстоятельств дела была назначена сенаторская ревизия, которую возглавил сенатор М. И. Трусевич. В начале 1912 года результаты комиссии, которые заняли 24 тома, были переданы в Государственный совет. В докладе поднимался вопрос о «превышении и бездействии власти, имевшем весьма важные последствия» и назывались виновные — товарищ министра Курлов, вице-директор Веригин, заведующий дворцовой охраной Спиридович и начальник Киевского охранного отделения Кулябко. Бездействие выражалось в пассивном отношении к легенде, данной Богровым, которую никто не проверил, превышение власти — в том, что вопреки чётким циркулярам он был допущен на парадный спектакль. В результате данные лица были привлечены к предварительному следствию в качестве обвиняемых в преступном бездействии власти.
Руководство следствием было поручено сенатору Н. З. Шульгину. На следствии Курлов заявил, что «особого распоряжения Кулябку установить наблюдение за личностью самого Аленского (агентурный псевдоним Богрова) я не сделал, считая, что такой элементарный приём розыска не может быть упущен опытным начальником охранного отделения».
В показаниях Кулябко приметно существенное обстоятельство: он отказывается от чрезвычайно важного показания. Сначала он заявил, что не может считать себя виновным в происшедшем несчастье, так как Богров был допущен в театр с ведома генерала Курлова. Затем он поменял показания, сказав, что «допустил в театр Богрова без ведома Курлова и специально просил именно эти показания считать действительными». Причину такой перемены видели в письме найденном при обыске у супруги Кулябко, которая приходилась сестрой Спиридовичу. В нём содержалась угроза:

Если меня посадят на скамью подсудимых, тогда и я вспомню, что у меня жена и ребёнок, и отброшу я тогда всякую щепетильность и поставлю вопрос ребром о всей той конспирации, которую проводили относительно меня 1 сентября. Хотели сделать без меня, ну и сделали, неважно только вышло.

Неожиданно в начале 1913 года дело было закрыто по поручению Николая II.
Общественное отношение к происшедшему было различным: от разочарования и досады до нескрываемого возмущения. Видный русский юрист и общественный деятель А. Ф. Кони по этому поводу писал:

Неоднократно предав Столыпина и поставив его в беззащитное положение по отношению к явным и тайным врагам, «обожаемый монарх» не нашёл возможным быть на похоронах убитого, но зато нашёл возможность прекратить дело о попустительстве убийцам.

## Факты

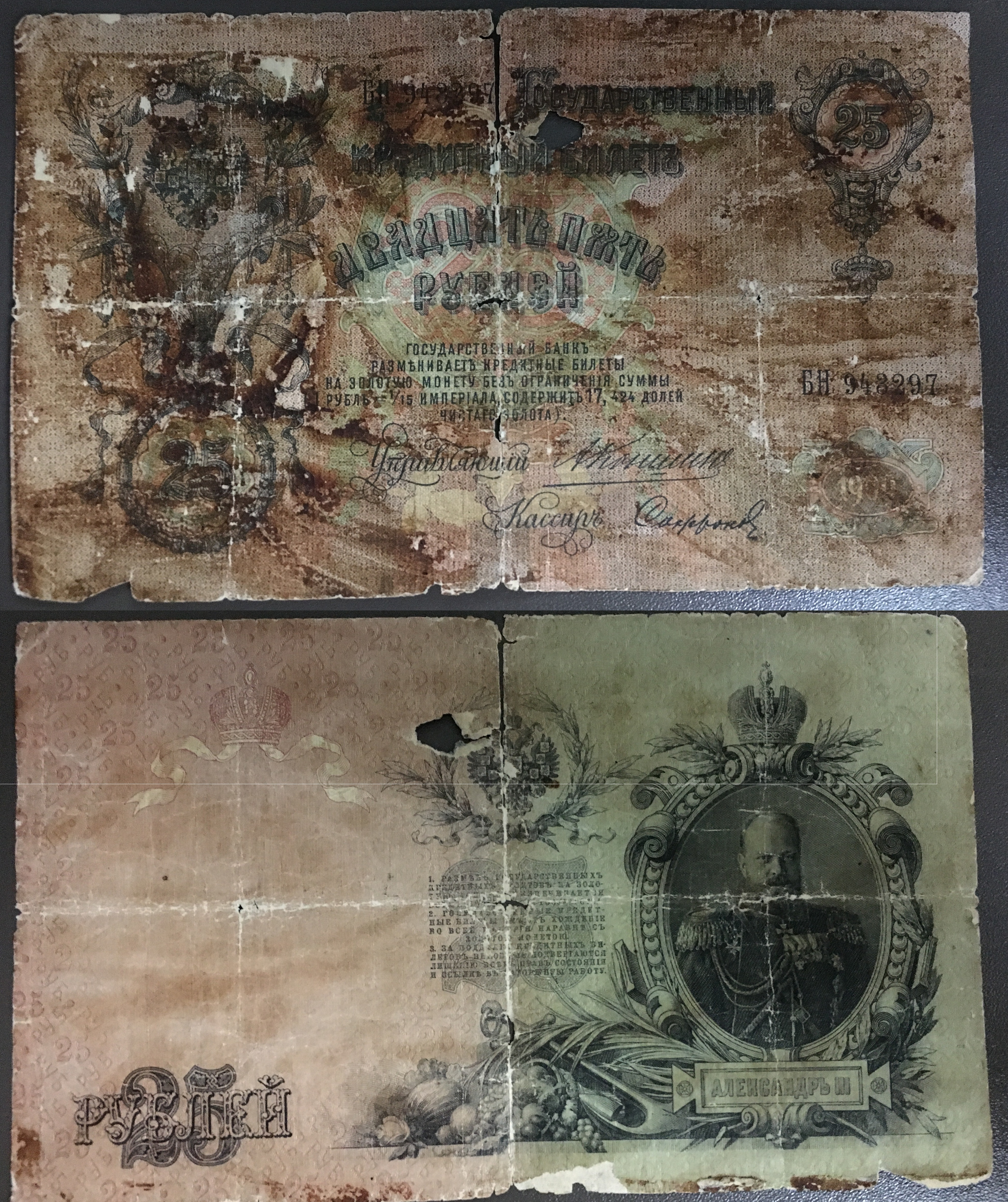
Банкнота со следами крови, номинал 25 рублей

- Одна из пуль, попавшая в руку Столыпина, прошла навылет и затем ранила скрипача оркестра, Антона Берглера. Потом судебным властям пришлось вести с последним длинную переписку, поскольку скрипач заявлял с полной уверенностью, что покушались именно на него, а Председатель Совета министров Российской Империи П. А. Столыпин просто случайно оказался рядом[20].
- После покушения на П. А. Столыпина сохранилась банкнота Царской России номиналом 25 рублей (серия БН 943297, за подписью Управляющего А. Коншина и кассира Софронова), которая в момент покушения была во внутреннем кармане П. А. Столыпина[16].
- На жизнь министра было организовано 11 покушений, и только последнее из них стало успешным. Каждый раз Столыпин проявлял необыкновенное самообладание и мужество. Так, однажды проезжая через некую деревню, в него пытались выстрелить из засады, о чём он написал жене так: «Сегодня озорники стреляли в меня из-за кустов». Во время одного из покушений случился серьёзный взрыв (на Аптекарском острове), в результате которого пострадали двое детей Столыпина. Николай II хотел выделить министру материальную помощь, но тот отказался, сказав, что он не торгует кровью своих детей.[21][22]